# Ionaspis
Ionaspis Th. Fr.  (gładysz) – rodzaj grzybów z klasy miseczniaków (Lecanoromycetes). Ze względu na współżycie z glonami zaliczany jest do grupy porostów. W Polsce występują 4 gatunki.

## Systematyka i nazewnictwo
Pozycja w klasyfikacji według Index Fungorum: Hymeneliaceae, Hymeneliales, Ostropomycetidae, Lecanoromycetes, Pezizomycotina, Ascomycota, Fungi.
Synonimy nazwy naukowej: Aphragmia Trevis., Durietzia Gyeln.
Nazwa polska według W. Fałtynowicza.

## Niektóre gatunki
- Ionaspis ceracea (Arnold) Jatta 1910[4] – gładysz żółtawy
- Ionaspis chrysophana (Körb.) Th. Fr. 1871 – gładysz potokowy
- Ionaspis kerguelensis C.W. Dodge 1948
- Ionaspis lacustris (With.) Lutzoni 1995 – gładysz wodny
- Ionaspis obtecta (Vain.) R. Sant. 2004
- Ionaspis odora (Ach.) Th. Fr. 1871 – gładysz wonny

Nazwy naukowe na podstawie Index Fungorum. Nazwy polskie według W. Fałtynowicza.